# تحويلة بابية جهازية
التحويلة البابية الجهازية أو التحويلة الجهازية البابية، والمعروفة أيضًا باسم تحويلة الكبد، هي اتصال غير طبيعي بين الكبد والدورة الدموية الجهازية في الجسم. قد تكون الحالة خلقية (موجودة عند الولادة) أو مكتسبة. تحدث الحالة عند البشر والأنواع الأخرى من الحيوانات أيضًا. تعتبر متلازمة التحويلة البابية الجهازية الخلقية نادرة للغاية عند البشر ولكنها شائعة نسبيًا عند الكلاب. ساهمت تطورات التصوير التشخيصي والوعي في زيادة عدد الحالات المعروفة، وبالتالي يشكل الطب البيطري مصدرًا كبيرًا للمؤلفات الطبية والعلمية عن هذه الحالة.

## خلفية
الدم الذي يخرج من الجهاز الهضمي غني بالمواد المغذية، وبالسموم أيضًا. تخضع هذه المواد في ظل الظروف العادية للمعالجة وإزالة السموم عن طريق الكبد. يسمح موقع الكبد على الطريق الدموي بين الأمعاء والدورة الدموية الجهازية بأداء هذه الوظيفة. ينقل الوريد البابي الكبدي الدم من الأمعاء إلى الكبد لتصفية هذا الدم الغني بالمغذيات قبل أن ينتقل إلى باقي الجسم.
يؤدي وجود تحويلة، وهي مجرى جانبي للكبد، إلى تدفق الدم مباشرة إلى القلب. وبذلك لا يُصفى الدم الواصل إلى القلب من السموم، ويصل إلى الدورة الدموية، مما يؤدي إلى عدد من الأعراض والمضاعفات التي لها تأثيرات على الجهاز القلبي الوعائي، والفسيولوجيا العصبية، والجهاز الهضمي المعوي، والجهاز البولي والغدد الصماء.
التحويلة البابية الجهازية الخلقية هي تشوهات في الأوعية الدموية تحدث أثناء نمو الجنين في الرحم وتكون موجودة عند الولادة. في المقابل، تحدث التحويلات البابية الجهازية المكتسبة بعد الولادة وعادة ما تتطور إلى ارتفاع ضغط الدم البابي الثانوي. 

## علم الأمراض
لا توجد اتصالات رئيسية ومباشرة بين الأوردة البابية والكبدية داخل الكبد، ولا بين الأوردة الجهازية والبابية أو الأوردة المساريقية أو الأوردة الطحالية. إذ يوجد نظامان متميزان يزودان الكبد بالدم. يصل الدم الغني بالأكسجين إلى الكبد من القلب عبر الشريان الكبدي، في حين أن الوريد البابي يجلب الدم الغني بالمغذيات (ولكنه ينضب بالأكسجين) إلى الكبد من الأمعاء. يمر هذا الدم عبر شبكة الشعيرات الدموية من ثم يصل إلى الأوردة الكبدية ثم إلى الوريد الأجوف السفلي وبالتالي القلب. يساعد الانقسام بين هذين النظامين على ضمان الأدوار الفسيولوجية للكبد.
تنتج عن التحويلة البابية الجهازية الخلقية اتصال مباشر بين الوريد البابي والدوران الجهازي. وبذلك يضطرب الفصل بين هذين النظامين وهو أمر حاسم في ضمان الوظيفة الفسيولوجية للكبد، وتنخفض نسبة تدفق الدم من الجهاز الهضمي إلى الكبد، وينخفض بذلك ترشيح الدم الغني بالمغذيات والسموم عبر الكبد وتتراكم السموم في الدورة الدموية.

## وبائيًا
يُعتقد أن التحويلة البابية الجهازية الخلقية تؤثر على واحد من كل 30 ألف حتى 50 ألف ولادة حية. في حين أن معظم المرضى يظهر لديهم تحويلة واحدة، لكن أُبلغ أيضًا عن تحويلات معقدة، والتي تشمل عدة أوعية غير طبيعية.